# Скаллард, Ховард
Ховард (Говард) Х. Скаллард (англ. Howard Hayes Scullard; 9 февраля 1903, Бедфорд, Англия — 31 марта 1983, Лондон) — британский историк-антиковед, специалист по древнеримской истории. Член Британской академии (1955), профессор. Автор многих работ по истории.

## Биография
Сын Герберта Скалларда, впоследствии профессора Хакни и Нью-колледжа Лондонского университета. Окончил кембриджский Колледж св. Иоана, где учился в 1922—1926 годах.
В 1926—1935 годах работал в Хакни и Нью-колледже, где преподавал его отец. Впоследствии служил управляющим Нью-колледжа Лондона в 1930—1980 годах. Степень PhD по истории получил в Лондоне в 1929 году (научный руководитель М. Кэри).
В 1935—1959 годах — лектор античной истории в Нью-колледже. В 1941—1942 годах по совместительству преподавал в Университетском колледже Лондона. В 1959—1970 годах — профессор античной истории в Королевском колледже Лондона; в 1970—1983 годах — эмерит-профессор античной истории там же.
Вместе с М. Кэри автор несколько раз переиздававшейся «Истории Рима» (1935). Один из редакторов Оксфордского классического словаря, в котором был ответственным за древнеримскую историю.
Его труд «The Elephant in the Greek and Roman world» (1974) характеризуют как фундаментальный, посвященный использованию слонов в греческом и римском мире не только в военном деле, но и в мирной жизни.